# اریک (اکلاهما)
اریک(به انگلیسی: Erick) شهری در ایالت اکلاهما کشور ایالات متحده آمریکا است که جمعیت آن در سرشماری سال ۲۰۱۰ میلادی، ۱٬۰۵۲ نفر بوده‌است.